# Prêmios da National Basketball Association
Esta é uma lista de prêmios da National Basketball Association (NBA), a maior confederação de basquetebol do mundo. Ela contém doze prêmios anuais distribuídos para times e jogadores por seus desempenhos. O troféu relativo ao título chama-se Troféu Larry O'Brien. Introduzido pela primeira vez em 1978, é considerado o mais importante e é entregue ao vencedor das finais da NBA. Este prêmio foi introduzido após as primeiras finais de 1947. Em 1964, foi nomeado Walter A. Brown, em homenagem ao dirigente do Boston Celtics que contribuiu para a fusão da Basketball Association of America com a National Basketball League em 1949. O "Troféu Brown" foi utilizado até 1978, quando o mesmo ganhou um novo design, o qual é utilizado até hoje. Em 1984, o prêmio foi renomeado para o atual homenageando Larry O'Brien, ex-comissionário da NBA, o qual exerceu a função entre 1975 e 1984.
Os primeiros prêmios individuais concedidos foram o Melhor Jogador do All-Star e Revelação do Ano, que apareceram pela primeira vez em 1953. Iniciado em 1956, o Prêmio de Jogador Mais Valioso é o principal de toda a liga, que elege o melhor jogador da temporada regular. O único prêmio individual concedido nas finais é o Bill Russell Jogador Mais Valioso das Finais, que começou a ser entregue em 1969. O Executivo do Ano é o único prêmio não apresentado pela NBA, e sim pelo Sporting News.

## Prêmios para a equipe
| Imagem                | Prêmio                 | Criado | Descrição                                                                                  | Vencedor mais recente                          | Notas       |
| --------------------- | ---------------------- | ------ | ------------------------------------------------------------------------------------------ | ---------------------------------------------- | ----------- |
|                       | Troféu Larry O'Brien   | 1978   | Conquistado pelo vencedor das finais da NBA.                                               | Boston Celtics                                 | [ 3 ] [ 4 ] |
| the trophy on display | Troféu Walter A. Brown | 1947   | Era concedido ao vencedor das finais da NBA mas foi substituído pelo Troféu Larry O'Brien. | Nenhum, troféu retirado após as finais de 1977 | [ 5 ]       |

## Prêmios individuais
| Prêmio                                                                      | Criado | Descrição | Vencedor(es) mais recente(s)                    | Notas  |
| --------------------------------------------------------------------------- | ------ | --- | ----------------------------------------------- | ------ |
| Melhor Jogador do All-Star                                                  | 1953   | Concedido para o melhor jogador do Jogo All-Star, escolhido por membros da mídia. | Stephen Curry (Golden State Warriors)           | [ 6 ]  |
| Revelação do Ano (Troféu Eddie Gottlieb)                                    | 1953   | Concedido ao melhor novato da temporada regular da NBA; escolhido por jornalistas esportivos dos Estados Unidos e Canadá. | Stephon Castle (San Antonio Spurs)              | [ 10 ] |
| Jogador Mais Valioso (Troféu Maurice Podoloff)                              | 1956   | Concedido ao melhor jogador da temporada regular da NBA; escolhido por jornalistas esportivos dos Estados Unidos e Canadá. | Shai Gilgeous-Alexander (Oklahoma City Thunder) | [ 8 ]  |
| Técnico do Ano (Troféu Red Auerbach)                                        | 1963   | Concedido ao melhor treinador da temporada regular da NBA; escolhido por jornalistas esportivos dos Estados Unidos e Canadá. | Kenny Atkinson (Cleveland Cavaliers)            | [ 11 ] |
| Bill Russell Jogador Mais Valioso das Finais                                | 1969   | Batizado em homenagem a Bill Russell; concedido aos melhores jogadores das finais da NBA escolhido por nove membros da mídia. | Jaylen Brown (Boston Celtics)                   | [ 13 ] |
| Executivo do Ano                                                            | 1973   | Concedido ao melhor executivo de toda a NBA; escolhidos por todos executivos dos trinta times. | Sam Presti (Oklahoma City Thunder)              | [ 14 ] |
| Prêmio Melhor Cidadão J. Walter Kennedy                                     | 1975   | Nomeado posteriormente J. Walter Kennedy; concedido para jogador, treinador ou instrutor que demonstra "excelente serviço e dedicação a comunidade" como selecionado pela Associação de Escritores de Basquetebol Profissional (PBWA).                                                                  | C. J. McCollum (New Orleans Pelicans)           | [ 15 ] |
| Prêmio Kareem Abdul-Jabbar de Justiça Social                                | 2021   | Homenageia os jogadores que estão na luta pela justiça social; todas as 30 equipes nomeiam um jogador de seu elenco para disputar a honraria, então os finalistas e o vencedor são selecionados por um comitê composto por lendas da NBA, executivos da liga e líderes de movimentos de justiça social. | Jrue Holiday (Boston Celtics)                   | [ 16 ] |
| Jogador Defensivo do Ano                                                    | 1984   | Concedido ao melhor jogador defensivo da temporada regular da NBA; escolhido por jornalistas esportivos dos Estados Unidos e Canadá. | Evan Mobley (Cleveland Cavaliers)               | [ 17 ] |
| Sexto Homem do Ano                                                          | 1984   | Concedido para o melhor jogador substituto da equipe na temporada regular; escolhido por jornalistas esportivos dos Estados Unidos e Canadá. | Payton Pritchard (Boston Celtics)               | [ 18 ] |
| Jogador Que Mais Evoluiu                                                    | 1986   | Concedido ao jogador que mais obteve progresso na temporada regular; escolhido por jornalistas esportivos dos Estados Unidos e Canadá. | Dyson Daniels (Atlanta Hawks)                   | [ 19 ] |
| Prêmio de Esportividade (Troféu Joe Dumars)                                 | 1996   | Concedido ao jogador que mais "exemplifica os ideais de espírito esportivo na quadra — comportamento ético, jogo limpo e integridade"; escolhido pelos jogadores da NBA. | Jrue Holiday (Boston Celtics)                   | [ 20 ] |
| Companheiro de Time do Ano (Troféu Twyman–Stokes)                           | 2013   | Concedido ao "companheiro ideal" que exemplifica "jogo sem egoísmo e com dedicação ao seu time"; escolhido pelos jogadores da NBA. | Stephen Curry (Golden State Warriors)           | [ 21 ] |
| Jogador Mais "Clutch" (Decisivo) do Ano (Troféu Jerry West)                 | 2023   | Concedido ao jogador que "melhor se destaca por seus companheiros de equipe no clutch time (momentos decisivos)"; votado por membros da mídia com base nas indicações dos treinadores principais da NBA.                                                                                                | Jalen Brunson (New York Knicks)                 | [ 22 ] |
| NBA Hustle Award                                                            | 2017   | Jogador que "melhor utiliza o hustle para ajudar seus times a vencer todas as noites"; decidido usando uma métrica conhecida como “estatísticas de hustle”, que rastreia esforços defensivos e ofensivos, como mergulho em busca de bolas perdidas, desvios, e contestação de arremessos.               | Draymond Green (Golden State Warriors)          | [ 23 ] |
| Earvin "Magic" Johnson Jogador Mais Valioso das Finais da Conferência Oeste | 2022   | Batizado em homenagem a Magic Johnson; concedido aos melhores jogadores das finais da conferência oeste da NBA | Shai Gilgeous-Alexander (Oklahoma City Thunder) | [ 24 ] |
| Larry Bird Jogador Mais Valioso das Finais da Conferência Leste             | 2022   | Batizado em homenagem a Larry Bird; concedido aos melhores jogadores das finais da conferência leste da NBA | Pascal Siakam (Indiana Pacers)                  | [ 25 ] |

## Honrarias
| Honraria                             | Criada | Descrição | Notas  |
| ------------------------------------ | ------ | --- | ------ |
| Melhor Quinteto da NBA               | 1947   | Concedido aos melhores jogadores de toda a temporada da NBA; escolhido por jornalistas esportivos e comentaristas dos Estados Unidos e Canadá.            | [ 26 ] |
| Melhor Quinteto de Revelações da NBA | 1963   | Concedido as maiores revelações da temporada regular; votado pelos treinadores da NBA, sendo impossível escolher jogadores da própria equipe.             | [ 27 ] |
| Melhor Quinteto Defensivo da NBA     | 1969   | Concedido aos melhores jogadores defensivos da temporada regular; votado pelos treinadores da NBA, sendo impossível escolher jogadores da própria equipe. | [ 28 ] |